# Kédougou (regio)
Kédougou is een regio in het uiterste zuidoosten van Senegal. De hoofdstad heet net als de regio Kédougou. De regio werd in februari 2008 gecreëerd, samen met de regio's Kaffrine en Sédhiou. Kédougou werd afgesplitst van de regio Tambacounda.
Naast industriële goudwinning in de mijnen van Mako en Sabodala, zijn er ook artisanale illegale goudmijnen.

## Geografie
De regio Kédougou grenst aan twee buurlanden van Senegal:
- De regio Kayes van Mali in het oosten.
- En twee regio's van Guinee in het zuiden:
  - Boké in het zuidwesten.
  - Labé in het zuiden.

Verder wordt Kédougou in het westen en het noorden omsloten door de regio Tambacounda.

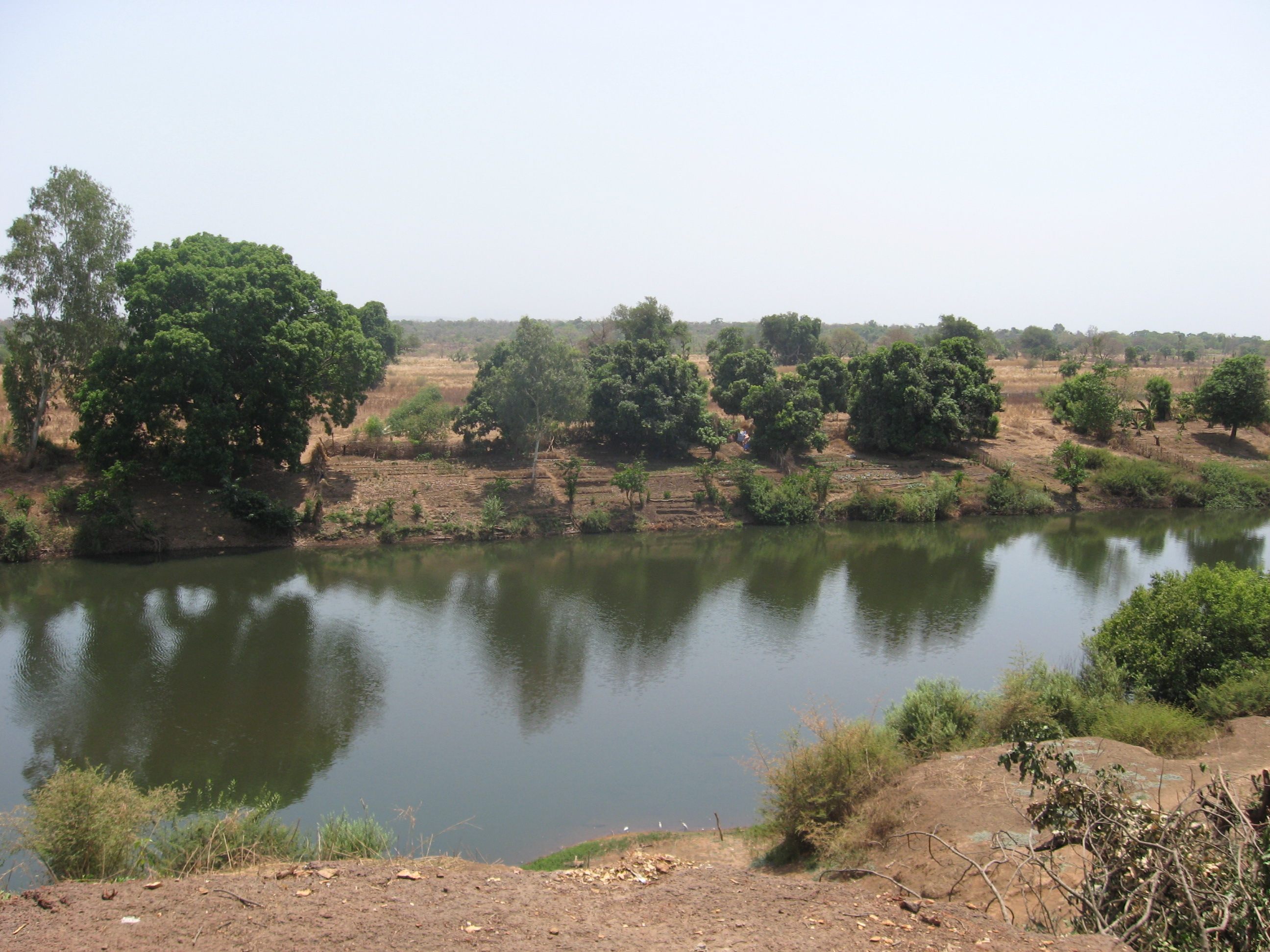
De Gambia

De Gambia stroomt door de regio.

## Bestuurlijke indeling
De regio is verder onderverdeeld in drie departementen:
- Kédougou
- Salémata
- Saraya

Dakar ·
Diourbel ·
Fatick ·
Kaffrine ·
Kaolack ·
Kédougou ·
Kolda ·
Louga ·
Matam ·
Saint-Louis ·
Sédhiou ·
Tambacounda ·
Thiès ·
Ziguinchor